# Cabella Ligure
Cabella Ligure är en ort och kommun i provinsen Alessandria i regionen Piemonte i Italien. Kommunen hade 503 invånare (2018).